# Nuoto ai XVI Giochi del Mediterraneo - 100 metri stile libero maschili

## Record
Prima di questa competizione, il record del mondo (WR) e il record dei Giochi del Mediterraneo (GR) erano i seguenti:
|    | 47"05 | Eamon Sullivan Australia | 13 agosto 2008 Pechino, Cina   |
| GR | 49"10 | Salim Iles Algeria       | 26 giugno 2005 Almería, Spagna |

Durante l'evento sono stati migliorati i seguenti record:
| Data      | Evento | Atleta        | Nazione | Tempo | Record |
| --------- | ------ | ------------- | ------- | ----- | ------ |
| 29 giugno | Finale | Alain Bernard | Francia | 47"83 | GR     |

## Batterie
Lunedì 29 giugno, ore 10:20 CEST.
Si sono svolte 3 batterie di qualificazione. I primi 8 atleti si sono qualificati direttamente per la finale.
| #  | Batteria | Corsia | Atleta                | Nazionalità          | Tempo   | Note |
| -- | -------- | ------ | --------------------- | -------------------- | ------- | ---- |
| 1  | 1        | 4      | Nabil Kebbab          | Algeria              | 49"05   | Q    |
| 2  | 3        | 4      | Alain Bernard         | Francia              | 49"43   | Q    |
| 3  | 3        | 5      | Christian Galenda     | Italia               | 49"64   | Q    |
| 4  | 1        | 6      | Radovan Siljevski     | Serbia               | 49"77   | Q    |
| 5  | 2        | 4      | Filippo Magnini       | Italia               | 50"04   | Q    |
| 6  | 1        | 3      | Ioannis Kalargaris    | Grecia               | 50"08   | Q    |
| 7  | 2        | 6      | Alexandre Bakhtiarov  | Cipro                | 50"18   | Q    |
| 8  | 3        | 6      | Kaan Tayla            | Turchia              | 50"23   | Q    |
| 9  | 1        | 8      | Michele Santucci      | Italia               | 50"37   |      |
| 10 | 1        | 5      | Jose Alonso A.        | Spagna               | 50"42   |      |
| 11 | 2        | 3      | Daniel Fernandez      | Spagna               | 50"64   |      |
| 12 | 2        | 2      | Boris Stojanovic      | Serbia               | 50"91   |      |
| 13 | 3        | 2      | Anacak Can            | Turchia              | 51"59   |      |
| 14 | 1        | 2      | Ensar Hajder          | Bosnia ed Erzegovina | 52"57   |      |
| 15 | 3        | 7      | Farouk Omar Ben Jeddi | Tunisia              | 52"61   |      |
| 16 | 2        | 8      | Sidni Hoxha           | Albania              | 53"26   |      |
| 17 | 1        | 7      | Bilal Achalhi         | Marocco              | 53"78   |      |
| 18 | 2        | 1      | Endi Babi             | Albania              | 54"36   |      |
| 19 | 2        | 7      | Makram Fatoul         | Libano               | 55"83   |      |
| 20 | 3        | 1      | Mahmoud Daaboul       | Libano               | 59"56   |      |
| 21 | 1        | 1      | Sofyan El Gadi        | Libia                | 1'00"88 |      |
| 22 | 3        | 8      | Seirag Faisal Elagili | Libia                | 1'06"04 |      |
| 23 | 2        | 5      | Alexei Puninski       | Croazia              | DNS     |      |
| 24 | 3        | 3      | Mario Todorovic       | Croazia              | DNS     |      |

## Finale
Lunedì 29 giugno, ore 18:03 CEST.
| Posizione | Corsia | Atleta               | Paese   | Tempo | Note |
| --------- | ------ | -------------------- | ------- | ----- | ---- |
|           | 5      | Alain Bernard        | Francia | 47"83 | GR   |
|           | 2      | Filippo Magnini      | Italia  | 48"27 |      |
|           | 4      | Nabil Kebbab         | Algeria | 48"89 |      |
| 4         | 3      | Christian Galenda    | Italia  | 48"96 |      |
| 5         | 7      | Ioannis Kalargaris   | Grecia  | 49"73 |      |
| 6         | 6      | Radovan Siljevski    | Serbia  | 49"82 |      |
| 7         | 8      | Kaan Tayla           | Turchia | 50"20 |      |
| 8         | 1      | Alexandre Bakhtiarov | Cipro   | 50"76 |      |